# 美国弹道导弹威胁评估委员会

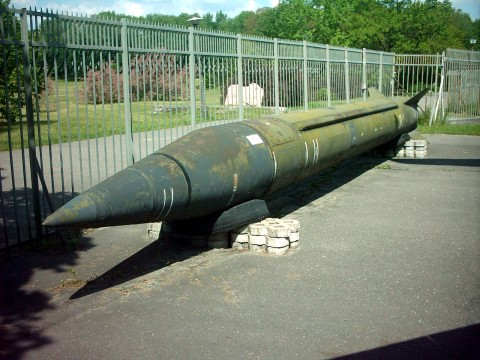
未来远程武器对飞毛腿飞弹设计的应用曾是美国弹道导弹威胁评估委员会的主要关注问题

美国弹道导弹威胁评估委员会（英語：Commission to Assess the Ballistic Missile Threat to the United States），又名拉姆斯菲尔德委员会（英語：Rumsfeld Commission）是美国国会成立的一个独立运作委员会，旨在评估对美国存在的弹道导弹威胁。
该委员会从1998年1月开始工作，并在1998年7月15日发布了其一致同意的最终报告，工作周期为六个月。该报告对日益严峻的弹道导弹威胁和美国情报部门无法对其发展持续进行追踪的问题作出了警告，这与美国情报部门之前的看法形成了鲜明对比，后者认为还要再过10到20年的时间才会出现对美国存在威胁的弹道导弹问题。该委员会还进一步推动了有关国家导弹防御系统的辩论，而且可能对邪恶轴心一词的产生也有积极影响。

## 背景
美国建立国家导弹防御系统起初是为了保护国土免受苏联的导弹袭击。1991年苏联解体后，导弹防御系统的支持者们开始将关注重点放在流氓国家开发出最终能够打击到美国国土弹道导弹的能力上。:32
1995年的美国国家情报评估中认为，除了五大核武器国家——美国、俄罗斯、英国、法国和中国——外，没有其他任何一个国家可以在15年时间内研制出能够打击加拿大或美国本土的导弹:32。有意支持导弹防御系统并向其拨款的共和党议员批评这份报告的评估欠准备，还指责克林顿政府歪曲了情报。来自宾夕法尼亚州的共和党联邦众议员柯特·韦尔登直接从中央情报局对这份报告进行简报的现场走了出去，并在之后声称这是“我在华盛顿这十年来所见过对一份情报文件（作出的）最无耻的政治化行径”。
从1996年2月到5月，众议院军事委员会针对弹道导弹威胁召开了多场听证会，并在最终的报告中建议采取两项审核措施：一项是对美国国家情报评估文件本身进行调查，另一项则是针对弹道导弹威胁展开一轮新的调查。这一过程也被高度政治化，委员会中来自加利福尼亚州的民主党众议员罗恩·德勒姆斯指责其决策过程太大程度上依赖外来专家，许多被委员会传唤到现场作证的证人实际上都是导弹防御系统的坚定支持者。前中央情报总监、之后将成为国防部长的罗伯特·盖茨进行了第一项审核，他得出的结论认为有证据显示美国国家情报评估所采用的情报分析方法存在欠完善的地方:34。这一结论再次激怒了导弹防御系统的支持者，他们原本期望这次审核可以得出有利于自己论点的结论。

## 委员会的历史
第二项审核由一个外部委员会进行，不过国会直到1997年才对委员会专员的组成达成一致。该委员会最终于1998年1月中旬开始在艾森豪威尔行政办公楼进行会晤，前国防部长唐纳德·拉姆斯菲尔德担任主席。虽然组建委员会的目的不是为了对国家导弹防御系统的可行性进行调查，但他们的结论必然上会对后一个问题产生影响，这也令哥伦比亚特区的许多政治家认为委员会不大可能成功达成一致结论:35。拉姆斯菲尔德仍然希望能够达成共识，他还制订了一项政策规定，报告中提及的任何反对意见都必须要有至少两位委员会成员的支持:36。
第一个星期的听证和审议对于调查的威胁议题没有收集到多少新的信息，而根据委员会所获得的授权，他们理应可以访问任何行政部门的资料，所以委员会在2月中旬向当时的中央情报总监乔治·特尼特投诉了这一情况，从那以后，该委员会对美国情报部门的资料和人事的访问权限也就相应得到了大幅度的提升。:37
委员会之后继续发布简报直至1998年7月中旬，这此期间，他们的工作因情报的分裂隔离而受挫。因为即便是在情报机关内部，机密情报也不会广泛传播，委员会发现许多受访者都对其它相关信息一无所知。分析师拒绝根据已有信息进行推测和假设，并且他们还认为情报人员普遍缺乏经验:37-39。委员会访问的不仅包括政府官员，还包括波音和洛克希德·马丁公司的雇员，特别是有关飞毛腿导弹的设计可以如何应用成为长距离弹道导弹项目基础的问题:33-43。

## 结论
委员会的最终报告有两个版本，一份是呈交国会的300页机密报导，另一份则是27页的非机密报告。在其中的非机密版本中，委员会得出了四项一致结论：
- 美国受到来自中国、俄罗斯、伊朗、伊拉克和朝鲜的携带生化或核武器弹头的弹道导弹威胁。其中伊朗和朝鲜如果决定要发展弹道导弹技术，那么将在五年内获得打击美国的能力，而伊拉克则需要十年的时间。[5]
- 美国情报机构一直低估了这些日益增长的威胁。[5]
- 情报部门对这一威胁进行评估的流程正是导致最终结论欠准确的原因所在。[5]
- 美国在导弹系统作出实战部署前的预警时间正在逐渐减少，并且可以预见将来可能会完全没有预警时间。[5]

## 后果

### 直接后果
委员会得出的结论在议员、情报官员和专家中引起了不同的反应。虽然中央情报局局长乔治·特内特没有公开地对报告作出批评，但情报部门私下里对报告中形容自己对威胁所做评估时用到的苛刻言辞感到恼怒:48-49。国会中对国家导弹防御系统的支持者，特别是共和党人，用这份报告来作为自己证明该系统必要性的进一步论据:48。但是，政府内外的一些专家对报告的实用性提出了疑问，称其中只是作出了一种普遍性的推断，而没有达成任何决定性的结论:49。并且情报预估专注于根据已经实际存在的情况进行评估，而委员会则是对有可能出现的情况加以假设。这也导致一篇文章中称委员会的报告是“‘以假设为基础的’威胁评估”。
许多观察家对报告的反应较为温和，在认同应该对国家导弹防御系统的试验上增加进一步资金投入的同时，也表示美国不应该急于求成的发展一些到头来可能会被证明不起作用或是成本太高的技术。
委员会递交最终报告后几个月里发生的一些事件令部分支持者对其结论更有信心。7月下旬，伊朗首次测试了其新研制的流星3型飞弹，这枚飞弹飞行了1000公里后引爆，其基本设计是以朝鲜的芦洞1号为蓝本。朝鲜于这年8月31日发射了光明星一号人造卫星，声称这是一次三阶段式卫星发射，美国情报界之前曾预计这将是一次两阶段式的大浦洞1號飛彈（部分基于飞毛腿导弹设计）发射，因此对之感到震惊。虽然光明星一号的发射失败了，但这仍然表明朝鲜在阶段分离和固体燃料等火箭技术上取得了重大进展。

### 布什政府
美国弹道导弹威胁评估委员会于2000年重新进入了公众的视野，其前任主席唐纳德·拉姆斯菲尔德被新上任的美国总统乔治·W·布什提名为国防部长，这也是他第二次担任该职务。2000年12月30日，前委员会成员理查德·嘉荣（Richard Garwin）在《纽约时报》上的一篇文章中称赞了拉姆斯菲尔德为委员会所做的工作，不过他也重申，该委员会从未提议美国是否应该建立一个导弹防御系统。委员会的其他多位工作人员和委员也在新的布什行政部门中担任职务：保罗·沃尔福威茨被提名为国防部副部长，小威廉·施耐德（William Schneider, Jr.）被拉姆斯菲尔德指定为国防科学委员会成员。2003年3月，拉姆斯菲尔德选择斯蒂芬·坎伯恩出任新设立的国防情报部长一职。而完成对弹道导弹威胁第一项审核的罗伯特·盖茨则在2006年11月拉姆斯菲尔德辞职后被提名为国防部长。
一些外交政策分析人士认为，该委员会的报告是乔治·W·布什总统在2002年国情咨文演讲中有关邪恶轴心一说的根据，该说法指控伊拉克、伊朗和朝鲜支持恐怖主义并寻求大规模杀伤性武器。拉姆斯菲尔德委员会将这三个国家分组在一起是因为他们相信这些国家都在寻求制造基于飞毛腿导弹的弹道导弹项目。九一一袭击事件以前，布什政府主要专注于发展一个国家导弹防御系统来对抗这一威胁。这次国情咨文讲话结束一个月后，曾指派拉姆斯菲尔德担任委员会主席的前众议院议长纽特·金里奇表示，委员会的发现和美国预测邪恶轴心国家所构成威胁的能力有重要关联。

## 参与者
美国弹道导弹威胁评估委员会由前国防部长、共和党人唐纳德·拉姆斯菲尔德担任主席，并包括以下成员：

### 共和党
- 威廉·格雷厄姆（英语：William Robert Graham）博士
- 小威廉·施耐德博士
- 前美国空军参谋长拉里·D·韦尔奇（英语：Larry D. Welch）将军
- 保罗·沃尔福威茨博士
- 小羅伯特·詹姆斯·伍爾西

### 民主党
- 巴里·布莱克曼博士（Dr. Barry Blechman）
- 美国空军李·巴特勒（Lee Butler）将军
- 理查德·嘉荣博士

### 核心成员
- 斯蒂芬·坎伯恩博士
- 史蒂芬·马拉伦博士（Dr. Steven Maaranen）
- 埃里克·德沙特尔斯（Eric Desautels）
- 大卫·邓纳姆（David Dunham）
- 贾森·罗巴克（Jason Roback）
- 伯纳德·维克多利（Bernard Victory）
- 德隆尼·亨利（Delonnie Henry）